# 約納斯·尼特費爾德
約納斯·尼特費爾德（德語：Jonas Nietfeld；1994年1月15日—）是一位德國足球運動員，在場上的位置是前鋒。他現在效力於德國足球甲級聯賽球隊沙爾克04足球俱樂部，但他在沙爾克04二隊效力。